# Mihai Constantinescu (jurist)
Mihai Constantinescu (n. 1 mai 1935, București, România – d. 18 decembrie 2012, București, România) a fost un jurist român, care a îndeplinit demnitatea de judecător la Curtea Constituțională a României (1992-1998).

## Biografie
Mihai Constantinescu a absolvit Facultatea de Drept, obținând ulterior și titlul științific de doctor în drept.
După Revoluția din decembrie 1989, Mihai Constantinescu a deținut funcțiile de președinte al Comisiei constituționale, juridice și pentru drepturile omului din Consiliul Frontului Salvării Naționale și Consiliul Provizoriu de Uniune Națională, consilier al primului-ministru în guvernele din prima legislatură (Guvernul Petre Roman și Guvernul Theodor Stolojan) și apoi de expert în Comisia de redactare a proiectului de Constituție (1991).
În anul 1992 a fost numit de către președintele României, Ion Iliescu, în demnitatea de judecător la Curtea Constituțională a României, pentru un mandat de șase ani. Mandatul său a expirat în anul 1998.
După expirarea mandatului său de judecător, Mihai Constantinescu a lucrat ca avocat. În paralel, a deținut și funcția de profesor universitar la Universitatea Ecologică din București și arbitru la Curtea Internațională de Arbitraj.
În ianuarie 2001 a fost numit în funcția de consilier prezidențial de către președintele Ion Iliescu.

## Lucrări publicate
Mihai Constantinescu este autorul mai multor lucrări de drept constituțional, dintre care menționăm următoarele:
- Constituția României – comentată și adnotată (Regia autonomă „Monitorul Oficial”, București, 1992) - în colaborare cu Florin Bucur Vasilescu, Antonie Iorgovan, Ioan Muraru, Ioan Deleanu și Ioan Vida;
- Drept parlamentar românesc (1994, 1999, 2005) - în colaborare cu Ioan Muraru;
- Curtea Constituțională a României (1997);
- Ordonanța guvernamentală (2000);
- Alegorie la ziua de ieri (1999);
- Renașterea parlamentarismului în România (Ed. Polirom, 2001) - în colaborare.

Pentru activitatea sa științifică, a primit premiul „Simion Bărnuțiu” al Academiei Române.